# Basilio el Bendito

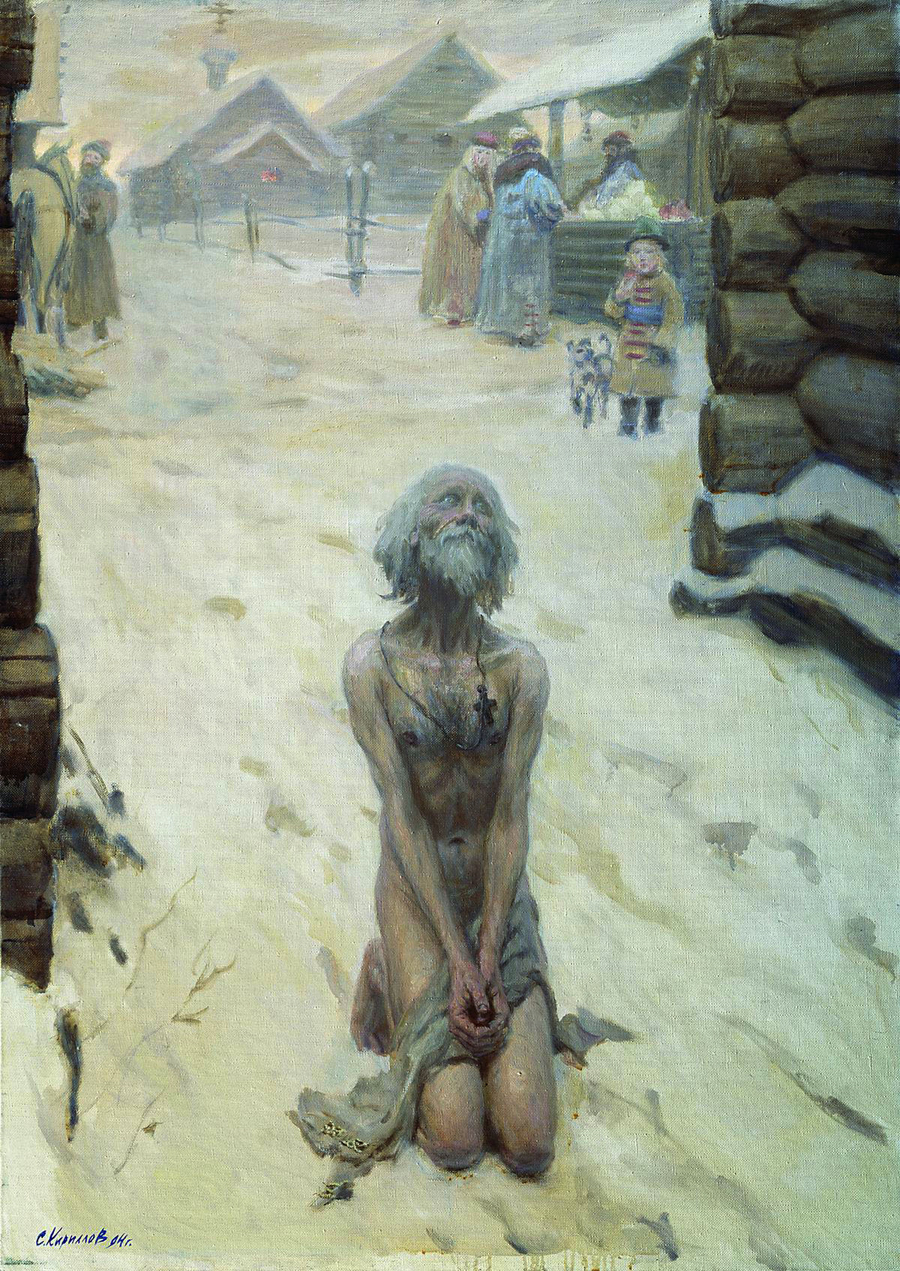
Pintura de Serguéi Kirílov "San Basilio el Bendito" ("El rezo").

Basilio el Bendito (en ruso: Василий Блаженный, Vasili Blazhenny; Moscú, diciembre de 1468-Moscú, 1552), también conocido como Basilio de Moscú, "loco por Cristo", fue un santo ortodoxo, venerado en la Iglesia ortodoxa.
Basilio es considerado como uno de los más importantes "locos por Cristo", figura que, ya presente en la experiencia bizantina, se consolidó en Rusia, y que indica a quienes viven de la caridad y desprecian el propio cuerpo, convencidos de participar así de la pasión de Jesús. Estas personas, que caminan descalzas y manifiestan comportamientos extravagantes, estaban dotados de un carisma que atraía el afecto y la devoción de la gente. A menudo se observaba que poseían el don de profecía, curación y otros milagros.
Los contemporáneos atestiguaban que Basilio el Bendito era la única persona de quien tenía miedo el zar Iván el Terrible.
La famosa Catedral de San Basilio, en Moscú, tiene una capilla construida sobre su tumba.

## Biografía
Basilio nació a finales de 1469 en el pueblo de Yelójovo (ahora, dentro de los límites de la ciudad de Moscú ). Sus padres, los campesinos Yákov y Anna , lo enviaron a estudiar zapatería. Un joven trabajador y temeroso de Dios, - cuenta la vida, - Basilio recibió el don de la intuición , que se descubrió por casualidad: un hombre se acercó al propietario de Basilio para pedirle botas y le pidió que hiciera botas que le quedaran durante varios años. Basilio sonrió ante esto. Cuando el dueño preguntó qué significaba la sonrisa, Basilio respondió que una persona que ordenó botas durante varios años moriría mañana, lo que sucedió.
A los dieciséis años, Vasili dejó a su maestro y habilidad y comenzó la hazaña de la locura , sin abrigo ni ropa, sometiéndose a grandes penalidades, cargando su cuerpo con cadenas . La vida del Bendito describe cómo enseñó a la gente una vida moral con la palabra y el ejemplo.
Otros milagros
Una vez los ladrones, al darse cuenta de que el santo estaba vestido con un buen abrigo de piel, que le había regalado cierto boyardo, concibieron engañarla; uno de ellos fingió estar muerto, mientras que otros pidieron sepultura a Basilio. Cubrió al pretendiente con su abrigo de piel, pero al ver el engaño, dijo: “ Abrigo de piel de zorro, astuto, tapar al zorro, astuto negocio. Despiértate de ahora en adelante muerto por astucia, porque escrito está: que se consuma la astucia ". Cuando la gente apresurada se quitó el abrigo de piel de su amigo, vieron que ya estaba muerto.
- Una vez, el Beato Basilio desparramó los bollos (en ruso, kalach) de un vendedor en el bazar, quien luego confesó que mezcló tiza y lima en la harina.

- El Libro Dinástico cuenta que en el verano de 1547 Basilio llegó al Monasterio de la Ascensión en la calle Ostrog (ahora Vozdvízhenka) y oró durante mucho tiempo frente a la iglesia con lágrimas. Al día siguiente, comenzó el famoso incendio de Moscú, desde este monasterio.

- Mientras estaba en Moscú, apagó un incendio en Nóvgorod con tres copas de vino .

- Con una piedra rompió la imagen de la Madre de Dios en la Puerta de Varvara, que durante mucho tiempo se ha considerado milagrosa. Una multitud de peregrinos se abalanzó sobre él, acudiendo en masa de toda Rusia con el objetivo de curarse, y comenzó a golpearlo con "combate mortal". El santo tonto dijo: "¡Y rascad la capa de pintura!" Después de quitar la capa de pintura, la gente vio que la "taza del diablo" estaba escondida bajo la imagen de la Madre de Dios .

## Relación con el rey
El zar Iván el Terrible respetaba y temía al Bendito, "como un vidente de los corazones y pensamientos humanos". Cuando, poco antes de su muerte, Basilio cayó gravemente enfermo, el propio zar lo visitó con la zarina Anastasia.

## Muerte
Basilio murió el 2 de agosto, muy probablemente en 1557 (a veces se menciona 1552). El propio zar con los boyardos llevaron su lecho, siendo el metropolitano Macario de Moscú quien ofició el entierro. 
El cuerpo del Beato fue enterrado en el cementerio de la Iglesia de la Trinidad, en el Foso, donde el zar Iván el Terrible ordenó (firmó un ukaz) construir la Catedral de la Intercesión, en memoria del asedio de Kazán (1552). La catedral ahora se conoce con el nombre de Catedral de San Basilio.